# الإحساء (القحطانية)
الإحساء (الرطلة،حسو الرطلة) قرية سورية تتبع ناحية القحطانية منطقة القامشلي محافظة الحسكة ، تقع جنوب شرق بلدة القحطانية بحدود 18 كلم الى الجنوب من خط سكة الحديد الواصل بين اليعربية والقامشلي ، بلغ عدد سكانها 1760 في إحصاء عام 2004م. تأسست عام 1941م سكانها (عشيرتي الجوالة والحريث) من قبيلة طي وهي قرية زراعية كبيرة نسبيا تنتج المحاصيل وتربي الأغنام وتعتبر سوقا تجاريا لما حولها حيث توجد بها بعض الخدمات كما يوجد في القرية مسجد ومدرسة ابتدائية وثانوية وبلدية يتبع لها بعض القرى والمزارع.